# José de Santiago y Gómez

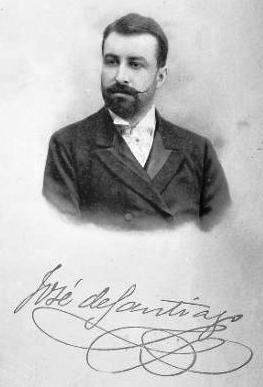
José de Santiago y Gómez

José de Santiago y Gómez, (Vigo, Pontevedra 1858-1922), escritor, abogado e historiador,  conocido sobre todo por su libro "Historia de Vigo y su comarca" fruto de un largo estudio sobre los orígenes y la historia de su ciudad natal. 

## Biografía
Nació en Vigo. Estudió Derecho en Santiago y en Madrid, donde trabajó muchos años como abogado, compaginándolo con la meticulosa búsqueda en bibliotecas y archivos de todo lo relacionado con la historia de su ciudad y la comarca. Es autor de varios libros entre los que son mayoría los estudios históricos o acerca de la lengua y la literatura gallegas. Murió en 1920 dejando un buen número de obras inacabadas.

## Libros publicados
- Historia de Vigo y su comarca (1896),
- Bayona antiguo y moderno (1902),
- Filología de la lengua gallega (1918) e
- Metafísica del individualismo (1920).

## Otros estudios inacabados
- Historia de los reyes suevos,
- Crítica del valor de los ideales,
- Historia de la literatura gallega,
- Prehistoria de Galicia,
- Historia de los reyes suevos